# Грауно
Грауно (итал. Grauno) је насеље у Италији у округу Тренто, региону Трентино-Јужни Тирол.
Према процени из 2011. у насељу је живело 141 становника. Насеље се налази на надморској висини од 947 м.

## Становништво
| 1931. | 1936. | 1951. | 1961. | 1971. | 1981. | 1991. | 2001. | 2011. |
| ----- | ----- | ----- | ----- | ----- | ----- | ----- | ----- | ----- |
| 320   | 272   | 273   | 275   | 199   | 158   | 150   | 142   | 142   |